# Ko-oddech
Ko-oddech – debiutancki album studyjny polskiej piosenkarki Klaudii Szafrańskiej. Wydawnictwo ukazało się 22 marca 2024 nakładem wytwórni muzycznej Agora.
Album jest utrzymany w stylu muzyki pop. Składa się z wersji standardowej (1 CD).
Nagrania były promowane singlami: „Niedoskonały”, „Ko-oddech”, „Paryż północy”, „Nucę od lat” i „Głód”.

## Lista utworów
Opracowano na podstawie materiału źródłowego.
| Ko-oddech – Wersja standardowa | Ko-oddech – Wersja standardowa       | Ko-oddech – Wersja standardowa       | Ko-oddech – Wersja standardowa                                    | Ko-oddech – Wersja standardowa |
| Nr                             | Tytuł utworu                         | Słowa                                | Muzyka                                                            | Długość                        |
| ------------------------------ | ------------------------------------ | ------------------------------------ | ----------------------------------------------------------------- | ------------------------------ |
| 1.                             | „Melisa”                             | Agnieszka Musiał                     | Klaudia Szafrańska, Mikołaj Trybulec                              | 0:38                           |
| 2.                             | „Ko-oddech”                          | Ofelia Krefft                        | Klaudia Szafrańska, Mikołaj Trybulec                              | 3:20                           |
| 3.                             | „Błogo”                              | Klaudia Szafrańska, Marta Kosakowska | Klaudia Szafrańska, Mikołaj Trybulec                              | 3:19                           |
| 4.                             | „Na głos”                            | Magdalena Grabowska-Wacławek         | Klaudia Szafrańska, Dawid Ngoc, Olga Matu                         | 3:22                           |
| 5.                             | „Głód”                               | Martina Matwiejczuk                  | Klaudia Szafrańska, Brian Massaka, Martina Matwiejczuk            | 2:46                           |
| 6.                             | „Niedoskonały”                       | Arkadiusz Sitarz                     | Klaudia Szafrańska, Chloe Martini                                 | 3:38                           |
| 7.                             | „Nucę to od lat” (oraz Iga Krefft)   | Iga Krefft                           | Klaudia Szafrańska, Iga Krefft, Mikołaj Trybulec                  | 3:13                           |
| 8.                             | „Już nie moknę”                      | Monika Wydrzyńska                    | Klaudia Szafrańska, Brian Massaka, Mateusz Kochaniec              | 3:24                           |
| 9.                             | „Paryż północy” (oraz Jan-Rapowanie) | Mateusz Kochaniec                    | Klaudia Szafrańska, Jan Pasula, Mikołaj Trybulec                  | 3:13                           |
| 10.                            | „Analog”                             | Klaudia Szafrańska, Agnieszka Musiał | Klaudia Szafrańska, Agnieszka Musiał, Mikołaj Trybulec, Olga Matu | 2:55                           |
|                                |                                      |                                      |                                                                   | 29:48                          |

## Pozycje na listach sprzedaży

### Pozycje na listach tygodniowych
| Kraj   | Lista (2024)            | Najwyższa pozycja |
| ------ | ----------------------- | ----------------- |
| Polska | OLiS – albumy fizycznie | 74                |